# British Rail 304 sorozat
A British Rail 304 sorozat egy angol négyrészes 25 kV 50 Hz-es váltakozó áramú villamosmotorvonat-sorozat volt. 1959 és 1996 között volt forgalomban, kezdetben a West Coast Main Line vonalon. Külsőleg nagyon hasonlított a British Rail 305 sorozatra, a British Rail 308 sorozatra és a British Rail 504 sorozatra. A sorozat selejtezésekor egyetlenegyet sem őriztek meg, az összeset szétbontották.